# Cirrocumulus

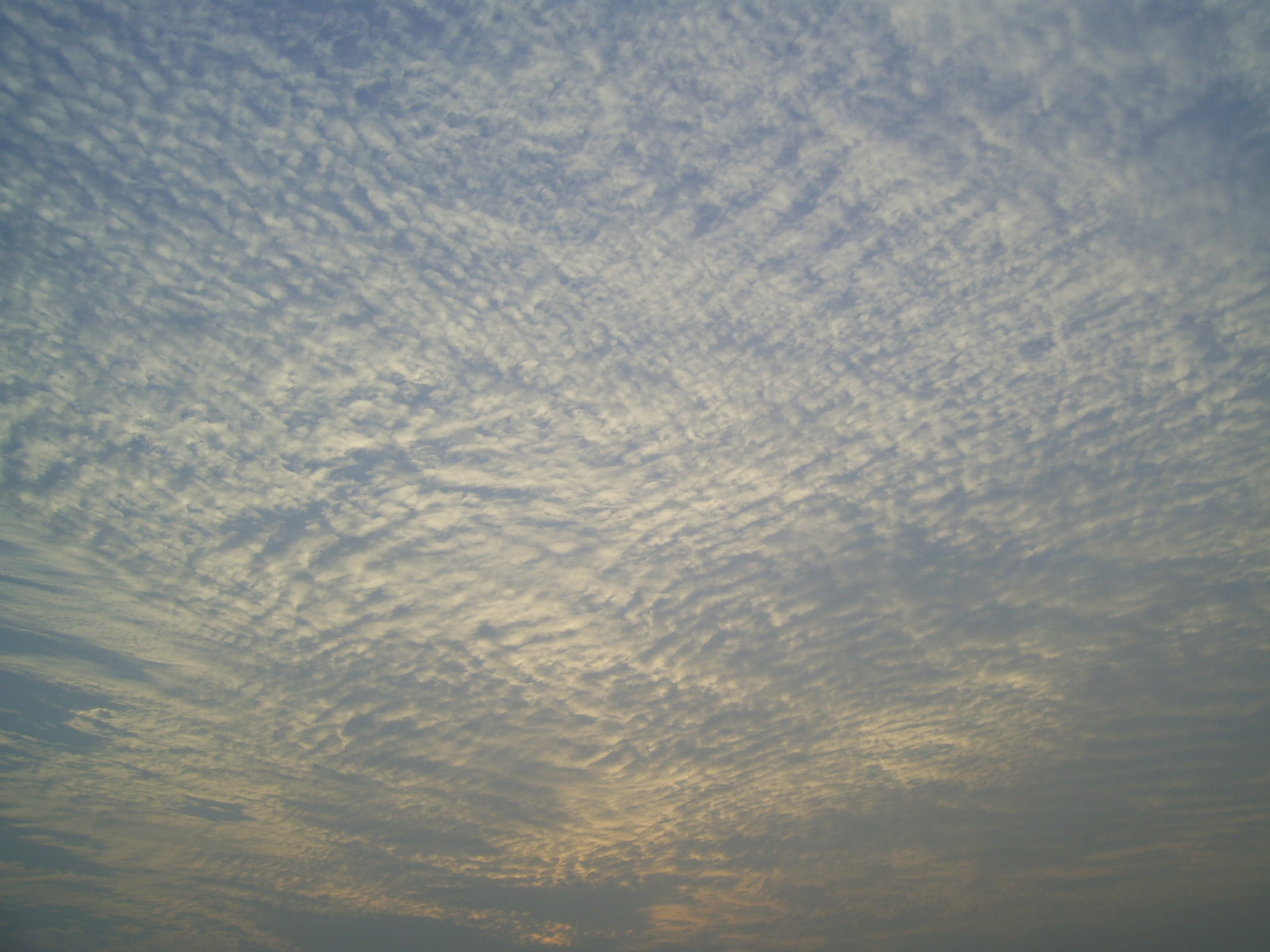
Cirrocumulus Hongkong felett

A cirrocumulus vagy bárányfelhő (nemzetközi jele: Cc) vékony, fehér, önárnyék nélküli felhő. Felhőréteg, amely kis szemcsés fodorszerű elemekből áll. Ezek egybeolvadhatnak, vagy elkülönülhetnek egymástól és többé-kevésbé szabályos elrendeződést vehetnek fel. A magyar elnevezése – bárányfelhő – a birka bundájához hasonló látványára utal.
5–12 kilométer közötti magasságokban képződik, jégkristályokból áll. A felhőn olykor szivárványszínű elszíneződés (irizáció) vagy a Nap körül udvar figyelhető meg. Fátyolszerű, amely szabályos elrendezésű vékony gomolyokból, bordákból tevődik össze. Formájuk kicsi fehér labdákhoz hasonló, melyek külön állnak, vagy hosszú sorokba rendeződnek magasan az égen. Mikor ezek a pamacsok sorokba rendeződnek, a felhőnek egy hullámzó megjelenést adnak, mely hasonlít egy halpikkelyhez.
A cirrocumulus abban különbözik a cirrustól, hogy vagy redős, vagy igen kis felhőcskékre esik szét, az altocumulustól pedig abban, hogy legtöbb eleme igen kicsi, továbbá nincs önárnyéka. A cirrocumulus gyakran cirrusszal vagy cirrostratusszal, vagy mindkettővel társulva jelenik meg.

## Változatai

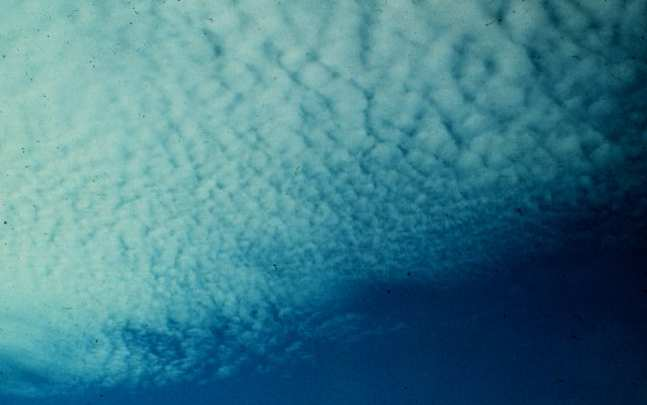
Cirrocumulus stratiformis felhő

- Cirrostratomutatus – cirrostratus felhők gyakran alakulnak át cirrocumulusszá.
- Cirrocumulus altocumulomutatus – egy hidegfront átvonulása során a felhők változatos formáit hozza létre. Késő délután azonban, különösen ha a front nem elég erős, a gomolyképződés megszűnik. Ilyenkor a gomolyfelhők csúcsai átalakulhatnak altocumulusszá (középmagas gomolyokká), ezek tovább alakulhatnak cirrocumulusszá.
- Cirrocumulus stratiformis – a felhőréteg az égbolt jelentős részére kiterjed, rajta lyukak, hasadások figyelhetők meg, ugyanakkor a felhőzet helyenként apró, fehér rögökre töredezett.
- Lenticularis – lencse alakú felhő, sokan ufó-nak nézik
- Floccus
- Castellanus

## Lásd még
- Légkör